# Litiskontestace
Litiskontestace (litiscontestatio) byla formální smlouva mezi spornými stranami v římském soudním řízení, kterou byl určen právní základ sporu. Na rozdíl od litispendence v moderním procesním právu měla závažné právní dopady i do hmotného práva.
Šlo o závěrečný akt prvního stádia soudního procesu, když praetor jmenoval soudce a vydal závaznou písemnou instrukci, tzv. formuli, jak má být spor na základě později zjištěných skutkových okolností rozhodnut. Formuli pak žalobce (actor) předal žalovanému (reus), ten ji přijal a tím mezi nimi došlo k litiskontestaci, uzavření smlouvy o způsobu vyřešení jejich sporu. Od toho okamžiku nebylo možné formuli změnit. Kromě tohoto procesního dopadu se stala základem budoucího rozsudku, na změny, které se staly po ní, nebyl brán zřetel, jestliže např. žalobce nabyl žalované právo až poté, spor prohrál. Také zcizení předmětu sporu nebylo po litiskontestaci platné. Především ale byla tzv. novací nutnou (novatio necessaria), jí se původní právní vztah mezi žalobcem a žalovaným zrušil a zcela nahradil novým, založeným procesněprávně jen pro tento spor. Vzhledem k tomu také vylučovala další možná řízení o vymezeném předmětu sporu, protože původní právní vztah už do budoucna neexistoval, a to bez ohledu na výsledek zahájeného soudního řízení.